# Kunstinstituut Melly

Kunstinstituut Melly

Kunstinstituut Melly is een kunstinstelling in Rotterdam die hedendaags werk van beeldend kunstenaars en cultuurmakers presenteert en bevraagt. Het centrum is sinds 1990 gevestigd aan de Witte de Withstraat in de Zuid-Hollandse stad Rotterdam.

## Geschiedenis
Kunstinstituut Melly werd op 31 januari 1990 als Witte de With Center for Contemporary Art geopend met de opdracht om hedendaagse kunst en theorie te introduceren in de Rotterdamse en Nederlandse context. De nieuwe instelling wilde een alternatief zijn voor zowel het klassieke museum voor moderne kunst als voor de bestaande kunstenaarsinitiatieven. Het volgde galerie 't Venster op dat in Rotterdam vijftien jaar lang werk van jonge, nog onbekende Europese en Amerikaanse kunstenaars toonde.
In de loop der jaren heeft het instituut zich ook ontwikkeld tot opdrachtgever en producent van nieuwe kunstwerken. Er ontstond een lokaal, nationaal en internationaal netwerk van personen en instellingen die het instituut volgden en actief ondersteunden. Van het begin af aan werden veel activiteiten begeleid door en vastgelegd in publicaties die inmiddels een ruime verspreiding hebben gevonden.
In 2017 vormde een open brief van een aantal kunstenaars aanleiding om kritisch te kijken naar de naam die tot dan toe gehanteerd werd (Witte de With Centrum voor Hedendaagse Kunst). Hoewel de naam slechts een verwijzing is naar de straat waarin het instituut is gevestigd, is men tot de conclusie gekomen dat deze naam vanwege de associatie met koloniale onderdrukking door Witte Corneliszoon de With niet valt te rijmen met nastreven van "inclusiviteit door het instituut, iets wat essentieel is voor de relevantie en inbreng van culturele praktijken […]”. Sinds 27 juni 2020 is de oude naam komen te vervallen, en is het instituut formeel naamloos. Op 2 oktober 2020 werd de nieuwe naam van het instituut gepresenteerd; deze werd formeel op 27 januari 2021 in gebruik genomen. De naam Melly is afkomstig van een poster aan de buitenkant van het instituut, een kunstwerk uit 1990 van de Canadese kunstenaar Ken Lum. Het beeldt een vrouw af achter een bureau met daarnaast de tekst "Melly Shum Hates Her Job".

## Directies
Het kunstinstituut benoemt haar directeuren voor maximaal zes jaar. De eerste directeur was Chris Dercon (1990-1995) opgevolgd door Bartomeu Marí (1996-2001), Catherine David (2002-2004), Hans Maarten van den Brink (2004-2005; later hoofdcurator en waarnemend directeur), Nicolaus Shafhausen (2006-2011), Defne Ayas (2012-2017), Sofía Hernández Chong Cuy (2018-2023), en Gabi Ngcobo (vanaf 2024).

## Exposities, een selectie
- 1998. Constant — New Babylon: The Hyper-Architecture of Desire, werk van Constant Nieuwenhuijs.[7]
- 2016. Were It As If, retrospectief van 25 jaar eigen ontwikkeling door Bik Van der Pol[8]
- 2018. Teresa Margolles – een nieuw werk, door Teresa Margolles.[9]
- 2020. Wij horen hier niet, door Nelly Dos Reis & Jarmal Martis.